# Junichi Sasai
Junichi Sasai (笹井醇一), surnommé le « Richthofen de Rabaul », né le 13 février 1918 à Tokyo et mort le 26 août 1942 à Guadalcanal, est un as de l'aviation japonais de la Seconde Guerre mondiale.
Il est crédité de 27 victoires en 76 missions.